# Cabralea cangerana
Cabralea cangerana là một loài thực vật có hoa trong họ Meliaceae. Loài này được Saldanha mô tả khoa học đầu tiên năm 1874.